# Дреново (Благоевградская область)
Дреново (болг. Дреново) — село в Благоевградской области Болгарии. Входит в состав общины Петрич. Находится примерно в 14 км к северу от центра города Петрич и примерно в 57 км к югу от центра города Благоевград. По данным переписи населения 2011 года, в селе  проживало 107 человек, преобладающая национальность — болгары.

## Население
| Год     | 1934 | 1946 | 1956 | 1965 | 1975 | 1985 | 1992 | 2001 | 2011 |
| ------- | ---- | ---- | ---- | ---- | ---- | ---- | ---- | ---- | ---- |
| Жителей | 318  | 412  | 485  | 526  | 481  | 308  | 264  | 167  | 107  |

|  |